# Gerhard Fingerlin
Gerhard Fingerlin (* 7. Oktober 1937 in Lörrach; † 26. August 2016 in Freiburg im Breisgau) war ein deutscher Prähistoriker; Provinzialrömischer Archäologe und Bodendenkmalpfleger.

## Leben und Werk
Gerhard Fingerlin wurde in Lörrach geboren und besuchte dort das humanistische Gymnasium. Nach seinem Abitur studierte er an den Universitäten Basel, Freiburg und München Vor- und Frühgeschichte, Klassische Archäologie sowie Alte und Mittlere Geschichte. Während seiner Studienzeit wurde er insbesondere von Joachim Werner geprägt, bei dem er auch im Wintersemester 1962/1963 mit einer Arbeit über die alamannischen Gräberfelder von Güttingen und Merdingen promoviert wurde.
1963 heiratete er die Kunsthistorikerin und Archäologin Ilse Riebe (1935–2016). Aus der Ehe stammt eine Tochter (geb. 1971). Ebenfalls 1963 begann er seine berufliche Laufbahn, zunächst als Assistent beim damaligen Staatlichen Amt für Ur- und Frühgeschichte in Freiburg, wo er später Konservator und 1993 Hauptkonservator wurde. 1972 wurde er zudem zum Leiter des Referates Bodendenkmalpflege beim Landesdenkmalamt Baden-Württemberg im Regierungsbezirk Freiburg ernannt, eine Funktion, die er bis zu seiner Pensionierung im Jahr 2002 ausübte.
Möglichkeiten einer akademischen Karriere schlug er aus und widmete sich stattdessen zeit seines Lebens intensiv der Bodendenkmalpflege seiner Heimatregion. Dadurch gelangte er – neben seinen studierten Fächern – zwangsläufig auch auf das Gebiet der Provinzialrömischen Archäologie, auf dem er sich nicht zuletzt dadurch große Verdienste erwarb, dass er die Bedeutung des aus der frühen Okkupationszeit stammenden Römerlagers Dangstetten erkannte und 1967 als Bodendenkmalpfleger die weitere kommerzielle Ausbeutungen des Lagergeländes zugunsten der archäologischen Erforschungen stoppen ließ.
1968 war er Mitbegründer des Förderkreises Archäologie in Baden, für den er gemeinsam mit Heiko Steuer auch noch nach seiner Pensionierung die „Archäologischen Nachrichten aus Baden“ redigierte und herausgab. 1993 wurde er zum Lehrbeauftragten, 1996 zum Honorarprofessor an der Albert-Ludwigs-Universität Freiburg ernannt. 
Gerhard Fingerlin wurde mit zwei Festschriften anlässlich seines 65. und seines 75. Geburtstages geehrt und erhielt 2003 das Bundesverdienstkreuz am Bande. Im Laufe seiner Schaffenszeit publizierte er mehr als 260 Titel.
Gerhard Fingerlin starb nur rund ein halbes Jahr nach dem Tod seiner Frau im Alter von 79 Jahren in Freiburg, wurde im Adelhauser Kloster in Freiburg verabschiedet und auf dem Bergäcker Friedhof in Freiburg-Littenweiler, auf eigenen Wunsch anonym, bestattet.

## Schriften (Auswahl)
- Das alamannische Gräberfeld von Binningen im Hegau, Ldkr. Konstanz. In: Badische Fundberichte, 22 (1962), S. 89–118.
- Die alamannischen Gräberfelder von Güttingen und Merdingen in Südbaden. De Gruyter, Berlin 1971.
- Die Tore des frührömischen Lagers von Dangstetten (Hochrhein). In: Fundberichte aus Baden-Württemberg. 3, 1977, S. 278–285, doi:10.11588/fbbw.1977.0.24839.
- Kastellorte und Römerstraßen im frühmittelalterlichen Siedlungsbild des Kaiserstuhls. Archäologische Aspekte fränkischer Herrschaftssicherung im südlichen Oberrheintal. In: Joachim Werner, Eugen Ewig (Hrsg.): Von der Spätantike zum frühen Mittelalter. Aktuelle Probleme in historischer und archäologischer Sicht. Thorbecke, Sigmaringen 1991, S. 379–409.
- Dangstetten I. Katalog der Funde (Fundstellen 1 bis 603) (= Forschungen und Berichte zur Vor- und Frühgeschichte in Baden-Württemberg. 22). Theiss, Stuttgart 1986, ISBN 3-8062-0775-5.
- Ur- und Frühgeschichte auf Grund der archäologischen Quellen. In: Andreas Hoppe (Hrsg.): Das Markgräflerland. 1991, S. 65–116. (Digitalisat)
- Dangstetten II. Katalog der Funde (Fundstellen 604 bis 1358) (= Forschungen und Berichte zur Vor- und Frühgeschichte in Baden-Württemberg. 69). Theiss, Stuttgart 1998, ISBN 3-8062-1402-6.
- Römische und keltische Reiter im Lager der 19. Legion von Dangstetten am Hochrhein. In: Archäologische Nachrichten aus Baden. 60, Freiburg 1999, ISSN 0178-045X, S. 3–18.
- Von den Römern zu den Alamannen. Neue Herren im Land. In: Archäologisches Landesmuseum Baden-Württemberg (Hrsg.): Imperium Romanum. Roms Provinzen an Neckar, Rhein und Donau. Theiss u. a., Stuttgart u. a. 2005, ISBN 3-8062-1945-1, S. 452–462.